# Langue des signes hongroise
La langue des signes hongroise est une langue des signes utilisée par les sourds et leurs proches en Hongrie. Elle est reconnue dans la constitution hongroise.

## Histoire
La langue des signes hongroise est protégée par la constitution hongroise, art. H/3 : « La  Hongrie  protège  la  langue  des  signes  hongroise  en  tant  qu’élément  de  la  culture hongroise. »